# JanusGraph
JanusGraph — распределенная графовая база данных с открытым исходным кодом находящаяся под The Linux Foundation. JanusGraph доступен под лицензией Apache Software License 2.0. Проект поддержан компаниями IBM, Google, Hortonworks.
JanusGraph поддерживает различные хранилища данных (Apache Cassandra, Apache HBase, Google Cloud Bigtable, Oracle BerkeleyDB). Масштабируемость JanusGraph зависит от технологий, которые используются с JanusGraph. Например, используя Apache Cassandra в качестве хранилища, масштабируемость до нескольких центров обработки данных предоставляется из коробки.
JanusGraph поддерживает глобальную аналитику графовых данных, отчеты и ETL посредством интеграции с платформами больших данных (Apache Spark, Apache Giraph, Apache Hadoop).
JanusGraph поддерживает географические данные, числовые диапазоны и полнотекстовый поиск через внешние хранилища индексов (ElasticSearch, Apache Solr, Apache Lucene).
JanusGraph имеет встроенную интеграцию с графовым стеком Apache TinkerPop (графовый язык запросов Gremlin, графовый сервер Gremlin, Gremlin приложения).

## История
JanusGraph — это форк графовой базы данных TitanDB, разрабатываемой с 2012 года.
- Версия 0.1.0 была выпущена 20-го Апреля 2017.
- Версия 0.1.1 была выпущена 16-го Мая 2017.
- Версия 0.2.0 была выпущена 12-го Октября 2017.
- Версия 0.2.1 была выпущена 10-го Июля 2018.
- Версия 0.2.2 была выпущена 9-го Октября 2018.
- Версия 0.2.3 была выпущена 21-го Мая 2019.
- Версия 0.3.0 была выпущена 31-го Июля 2018.
- Версия 0.3.1 была выпущена 2-го Октября 2018.
- Версия 0.3.2 была выпущена 16-го Июня 2019.
- Версия 0.3.3 была выпущена 11-го Января 2020.
- Версия 0.4.0 была выпущена 11-го Июля 2019.
- Версия 0.4.1 была выпущена 14-го Января 2020.
- Версия 0.5.0 была выпущена 10-го Марта 2020.
- Версия 0.5.1 была выпущена 25-го Марта 2020.
- Версия 0.5.2 была выпущена 3-го Мая 2020.
- Версия 0.5.3 была выпущена 24-го Декабря 2020.
- Версия 0.6.0 была выпущена 3-го Сентября 2021.
- Версия 0.6.1 была выпущена 18-го Января 2022.[2]

## Лицензирование и вклады
JanusGraph доступен под лицензией Apache Software License 2.0.
Для вкладов в проект, физическое лицо или организация должны подписать лицензионное соглашение для участников.

## Публикации
- Gabriel Campero Durand, Jingy Ma, Marcus Pinnecke, Gunter Saake: Piecing together large puzzles, efficiently: Towards scalable loading into graph database systems, May 2018 (англ.)
- Hima Karanam, Sumit Neelam, Udit Sharma, Sumit Bhatia, Srikanta Bedathur, L. Venkata Subramaniam, Maria Chang, Achille Fokoue-Nkoutche, Spyros Kotoulas, Bassem Makni, Mariano Rodriguez Muro, Ryan Musa, Michael Witbrock: Scalable Reasoning Infrastructure for Large Scale Knowledge Bases, October 2018 (англ.)
- Gabriel Campero Durand, Anusha Janardhana, Marcus Pinnecke, Yusra Shakeel, Jacob Krüger, Thomas Leich, Gunter Saake: Exploring Large Scholarly Networks with Hermes (англ.)
- Gabriel Tanase, Toyotaro Suzumura, Jinho Lee, Chun-Fu (Richard) Chen, Jason Crawford, Hiroki Kanezashi: System G Distributed Graph Database (англ.)
- Bogdan Iancu, Tiberiu Marian Georgescu: Saving Large Semantic Data in Cloud: A Survey of the Main DBaaS Solutions (англ.)
- Jingyi Ma. An Evaluation of the Design Space for Scalable Data Loading into Graph Databases — Февраль 2018, С. 39-47. (англ.)